# Skróty i skrótowce używane w NATO – V
- V/S - Visual Signaling - sygnalizacja wzrokowa

- VA - Vatican City - Watykan
- VARS - Vertical and Azimuth Reference System - pionowy i azymutowy system odniesienia
- VASI - Visual Approach Slope Indicator - wskaźnik wizualizacji nachylenia ścieżki podejścia
- VASIS - Visual Approach Slope Indicator System - system wskaźnikowy wizualizacji nachylenia ścieżki podejścia
- VAT - Vatican City - Watykan

- VBTP - Armoured Personnel Carrier - transporter opancerzony

- VC - St. Vincent - St. Vincent
- VCT - St. Vincent - St. Vincent

- VD - Vienna Document - Dokument Wiedeński

- VE - Venezuela - Wenezuela
- VEH - vehicle - pojazd
- VEN - Venezuela - Wenezuela

- VF
  - Voice Frequency - częstotliwość dźwiękowa
  - Video Frequency - częstotliwość wizyjna
- VFR - Visual Flight Rules - przepisy wykonywania lotów z widocznością

- VM - Vietnam - Wietnam
- VMC - Visual Meteorological Conditions - warunki meteorologiczne dla lotów z widocznością

- VOI - Volume of Operational Interest -

- VU - Vanuatu - Vanuatu
- VUT - Vanuatu - Vanuatu